# Anyone For Tennis
«Anyone For Tennis» —también conocida como: «Anyone For Tennis (The Savage Seven Theme)»— es una canción de la banda británica Cream, escrita musicalmente por Eric Clapton y líricamente por Martin Sharp, siendo la segunda colaboración entre estos dos compositores, la primera Tales of Brave Ulysses del álbum Disraeli Gears.
La canción fue grabada durante las sesiones del álbum Wheels of Fire, aunque no se convirtió en parte del álbum, apareció en la banda sonora de la película The Savage Seven (1968), y al contrario que su tema en el lado B del sencillo, «Pressed Rat and Warthog» no apareció en su álbum de sesiones. Esto ya había pasado con Wrapping Paper, que su lado B, Cat's Squirrel si apareció en el álbum debut de la banda Fresh Cream.

## Lanzamiento
Este tema fue un éxito moderado, alcanzando la posición 64 en las listas musicales de Estados Unidos, el 40 en Reino Unido, además de un remarcable mayor éxito en Canadá, con la posición número 37.